# مذكرات عائلة (مسلسل)
مذكرات عائلة مسلسل تلفزيوني سوري درامي، أنتج عام 1998.

## نبذة عن المسلسل
المسلسل يتناول قصة عائلة من الطبقة السورية الكادحة متوسطة الدخل، ويتناول قضايا يومية رتيبة من الدراما الاجتماعية في تلك الحِقبة من التسعينيات.

## فريق العمل
- قصة وسيناريو وحوار: ريم حنا , أمل حنا
- إخراج: محمد فردوس الأتاسي
- إنتاج: شركة السيار للإنتاج الفني

### بطولة
- سلوم حداد بدور الأب جميل الذي يعمل مدير مدرسة.
- سلمى المصري بدور الأم فدوى وتعمل موظفة.
- كاريس بشار بدور الابنة الوحيدة ريم صف حادي عاشر.
- باسم عيسى بدور الولد الأكبر شكيب صف ثالث ثانوي.
- لؤي حورانية بدور الولد الأصغر سامي صف سادس.
- هدى شعراوي والدة جميل.
- سلوى سعيد والدة فدوى.
- وفاء موصللي الجارة الحلبية.
- نجوى علوان معلمة سامي.
- بشار إسماعيل صديق جميل وزميله في التدريس.

### ضيوف المسلسل
- هاني شاهين
- سعد الدين بقدونس
- أمل عرفة
- صالح الحايك
- هالة حسني
- ثراء دبسي
- أميمة الطاهر
- خالد تاجا
- سيف الدين سبيعي
- نزار أبوحجر
- باسم ياخور
- عادل شكري
- جمال سليمان
- سمر سامي
- أيمن رضا
- عباس الحاوي
- فادية خطاب
- أسعد الجابر
- محمد الشيخ نجيب